# Kall (Schweden)
Kall ist eine Ortschaft in der Gemeinde Åre der schwedischen Provinz Jämtlands län. Insgesamt leben auf einer Fläche von 73 Hektar 107 Einwohner (2015).

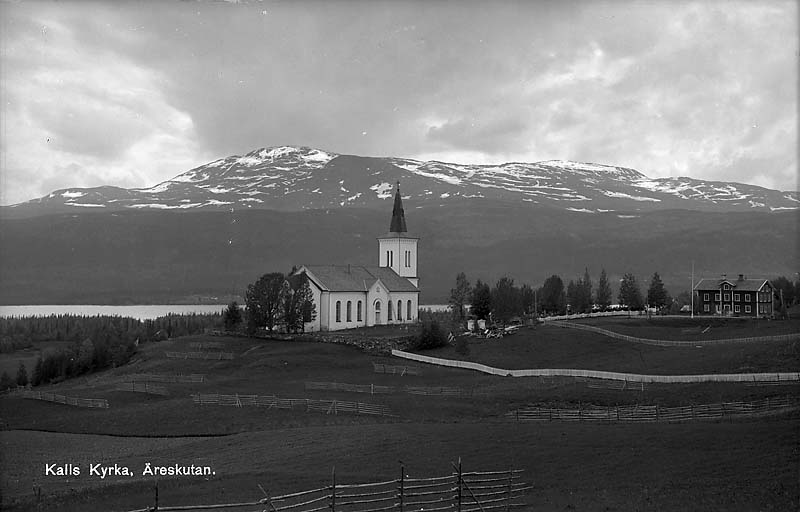
Kirche von Kall in den 1920er/1930er-Jahren, im Hintergrund der Åreskutan

Kall liegt am östlichen Ufer des Sees Kallsjön rund 23 Kilometer nordwestlich von Järpen, dem Hauptort der Gemeinde Åre. Am gegenüberliegenden Ufer des Kallsjön ragt der Berg Åreskutan empor. Kall befindet sich am Länsväg 336 von Järpen zur norwegischen Grenze.

## Infrastruktur
In Kall gibt es einen Skilift mit einer 500 Meter langen Piste und gespurte Loipen mit Längen zwischen 2,5 und 7,5 Kilometer.

## Sehenswürdigkeiten
In Kall befindet sich eine Kirche aus dem Jahre 1867, die von den Bauern der Gegend selbst gebaut wurde. Eine erste Kirche an diesem Ort gab es bereits ab dem 12. oder 13. Jahrhundert. Aus dem Kirchspiel Kalls socken ging 1863 die Landgemeinde Kalls landskommun hervor, die bis zur Gemeindereform in den 1970er-Jahren existierte, als sie zum 1. Januar 1974 in der Gemeinde Åre aufging.
Zudem gibt es ein „Lanthandelsmuseum“ („lanthandel“ ist die schwedische Bezeichnung für einen kleinen Laden, vorrangig im ländlichen Raum).